# (6604) Ilias
6604 Ilias (1990 QE8) is een planetoïde die op 16 augustus 1990 in het La Silla-observatorium door de Belgische astronoom Eric Walter Elst werd ontdekt.
De planetoïde is vernoemd naar het bekende Epos van Homerus en eerste kleinzoon van Elst.